# Don Cupitt
Don Cupitt (ur. 24 maja 1934 w Oldham, zm. 18 stycznia 2025) – radykalny teolog anglikański, autor chrześcijańskiego nurtu określanego jako christian non-realizm. W swoich dziełach proponował kontynuację zasad etycznych tradycyjnie utożsamianych z chrześcijaństwem, jednak z odrzuceniem wiary w istnienie Jezusa, czy Boga.

## Dzieła
- Christ and the Hiddenness of God (1971)
- The Leap of Reason (1976)
- Taking Leave of God (1980)
- The New Christian Ethics (1988)
- Only Human (1985)
- Creation Out of Nothing (1990)
- After All: Religion Without Alienation (1994)
- After God.The Future of Religion (1997)
- The New Religion of Life in Everyday Speech (1999)
- Way to Happiness: A Theory of Religion (2005)